# Samuel Knox

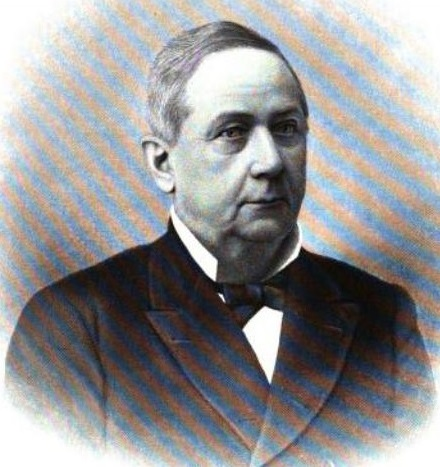
Samuel Knox

Samuel Knox (* 21. März 1815 in Blandford, Hampden County, Massachusetts; † 7. März 1905 ebenda) war ein US-amerikanischer Politiker. Zwischen 1864 und 1865 vertrat er den Bundesstaat Missouri im US-Repräsentantenhaus.

## Werdegang
Samuel Knox besuchte die öffentlichen Schulen seiner Heimat und danach bis 1836 das Williams College in Williamstown. Nach einem anschließenden Jurastudium an der Harvard University und seiner im Jahr 1838 erfolgten Zulassung als Rechtsanwalt begann er in St. Louis (Missouri) in diesem Beruf zu arbeiten.
Bei den Kongresswahlen des Jahres 1862 kandidierte Samuel Knox als Unionist im ersten Wahlbezirk von Missouri für das US-Repräsentantenhaus in Washington, D.C. Dabei unterlag er dem Republikaner Francis Preston Blair. Knox legte aber gegen den Ausgang der Wahl Widerspruch ein. Nachdem diesem stattgegeben worden war, konnte er zwischen dem 10. Juni 1864 und dem 3. März 1865 die laufende Legislaturperiode als Kongressabgeordneter beenden. Diese Zeit war von den Ereignissen des Bürgerkrieges geprägt. Im Jahr 1864 unterlag Knox dem Demokraten John Hogan.
Nach seinem Ausscheiden aus dem US-Repräsentantenhaus praktizierte Knox wieder als Anwalt in St. Louis. Später kehrte er in seine Geburtsstadt Blandford zurück, wo er am 7. März 1905, wenige Tage vor seinem 90. Geburtstag, starb. Er wurde in Springfield beigesetzt.